# Truls-Insel
Die Truls-Insel ist eine Phantominsel im südlichen Indischen Ozean.
Im Januar 1930 sichtete das norwegische Walfangschiff Truls im subpolaren, südlichen Indischen Ozean unter 56° 07' S; 23 39' E eine Klippe von 33 m Höhe, die Truls-Insel genannt wurde. Den vergeblichen Versuch einer Wiedersichtung machte im Oktober des gleichen Jahres die Norvegia; der Sichtradius betrug 38 km. An der angegebenen Position wurden 4.400 m Tiefe gelotet.
Da die Truls-Insel auch später nie wieder gesichtet wurde, ist als sicher anzunehmen, dass sich die Besatzung des Walfangschiffes Truls von einem dunklen, gesteinsfarbenen Eisberg täuschen ließ.